# Балабан Олег (хокеїст)
Олег Балабан (22 серпня 1971) — радянський хокеїст, крайній нападник.

## Спортивна кар'єра
Виступав за команди «Сокіл» (Київ), ШВСМ (Київ) і «Російський Варіант» (Липецьк). У вищій лізі СРСР провів 4 матчі, у Міжнаціональній хокейній лізі — 1 гра.

## Статистика
| Сезон   | Клуб             | Ліга    | І  | Г | П | О  | ШХ |
| ------- | ---------------- | ------- | -- | - | - | -- | -- |
| 1988-89 | ШВСМ (Київ)      | СРСР-2  | 31 | 1 | 1 | 2  | 2  |
| 1989-90 | «Сокіл» (Київ)   | СРСР    | 4  | 1 | 0 | 1  | 0  |
|         | ШВСМ (Київ)      | СРСР-3  | 38 | 8 | 3 | 11 | 45 |
| 1990-91 | ШВСМ (Київ)      | СРСР-3  | 11 | 2 | 1 | 3  | 28 |
| 1992-93 | «Сокіл» (Київ)   | МХЛ     | 1  | 0 | 0 | 0  | 4  |
|         | «Сокіл-2» (ШВСМ) | Росія-2 | 25 | 7 | 1 | 8  | 38 |
|         | «Липецьк»        | Росія-2 | 12 | 1 | 0 | 1  | 29 |